# Club sportif municipal Auboué
 (septembre 2017).
Si vous disposez d'ouvrages ou d'articles de référence ou si vous connaissez des sites web de qualité traitant du thème abordé ici, merci de compléter l'article en donnant les références utiles à sa vérifiabilité et en les liant à la section « Notes et références ».
Pour les articles homonymes, voir CSM.
Le Club sportif municipal (CSM) Auboué Basket est un club français de basket-ball, de la ville d'Auboué, ayant appartenu à l'élite du championnat de France dans les années 1950 et 1960, jusqu'à sa disparition en 1967. Le club évolue maintenant en dessous du niveau national : excellence régionale.

## Histoire
De 1950 à 1967, le club a quasiment toujours joué au niveau le plus haut du basketball français, la division Nationale, à l'exception de la saison 1960-61 ou le club était en Excellence.
Il se qualifie pour les demi-finales en 1956 et 1957 sans succès.
Le bilan du club est de 129 victoires, 127 défaites, 10 nuls en 17 saisons régulières et 0 victoire, 3 défaites en 3 phases finales.

## Palmarès
- Coupe de France :
  - Vainqueur  : 1956.
  - Finaliste  : 1960.
- Championnat de France :
  - Troisième  : 1953, 1956 et 1957.

L'équipe remporte également trois coupes 
de France en juniors et cadets.

## Entraîneur emblématique
- Maurice Pichon[2]

## Joueurs célèbres et marquants
- Louis Devoti
- John Rucker
- Odile Santaniello
- Antonio Giorgiani